# Kaélé
Kaélé es una ciudad de la Región del Extremo Norte, Camerún. Es capital del departamento de Mayo-Kani. Se encuentra cerca de la frontera con Chad y a 104 km al sur de Maroua. En 2012 tenía una población de 30.609 habitantes.